# Lîpivka, Rohatîn
Lîpivka (în ucraineană Липівка) este un sat în comuna Voroniv din raionul Rohatîn, regiunea Ivano-Frankivsk, Ucraina.

## Demografie
Componența lingvistică a localității Lîpivka
     Ucraineană (99,76%)
     Alte limbi (0,24%)
Conform recensământului din 2001, majoritatea populației localității Lîpivka era vorbitoare de ucraineană (99,76%), existând în minoritate și vorbitori de alte limbi.